# Трахиандра
Трахиандра (лат. Trachyandra; от др.-греч. τραχύς, trachys — шероховатый и ἀνδρός, andros — мужчина) — род растений семейства Асфоделовые (Asphodelaceae), распространённый от Южной Африки и Мадагаскара до юго-запада Аравийского полуострова.

## Ботаническое описание
Многолетние травянистые растения, иногда суккулентные, с коротким корневищем и мочковатыми, веретеновидными или клубневидными корнями; реже полукустарники до 1,8 м высотой с сильно разветвлёнными стеблями. Листья от кожистых до суккулентных, прикорневые и розеточные или стеблевые и очерёдные, разнообразной формы, часто вальковатые, с трубчатым влагалищем.
Цветки собраны в кисти или метёлки, с одним прицветником на цветок. Доли околоцветника свободные, обычно белые, редко жёлтые, розовые или розовато-лиловые. Тычинки равные, превышают листочки околоцветника; нити прямые, сзади шероховатые (отсюда название рода). Завязь с 2—16 семязачатками в каждом гнезде. Плод — округлая локулицидная коробочка. Семена угловатые, коричневые или серые. Хромосомы x=7.

## Виды
Род включает 60 видов:
- Trachyandra acocksii Oberm.
- Trachyandra adamsonii (Compton) Oberm. — Трахиандра Адамсона
- Trachyandra affinis Kunth
- Trachyandra arenicola J.C.Manning & Goldblatt
- Trachyandra aridimontana J.C.Manning
- Trachyandra arvensis (Schinz) Oberm.
- Trachyandra asperata Kunth
- Trachyandra brachypoda (Baker) Oberm.
- Trachyandra bulbinifolia (Dinter) Oberm.
- Trachyandra bulbosa Boatwr. & J.C.Manning
- Trachyandra burkei (Baker) Oberm.
- Trachyandra capillata (Poelln.) Oberm.
- Trachyandra chlamydophylla (Baker) Oberm.
- Trachyandra ciliata (L.f.) Kunth
- Trachyandra dissecta Oberm.
- Trachyandra divaricata (Jacq.) Kunth
- Trachyandra ensifolia (Sölch) Roessler
- Trachyandra eriocarpa Boatwr. & J.C.Manning
- Trachyandra erythrorrhiza (Conrath) Oberm.
- Trachyandra esterhuysenae Oberm.
- Trachyandra falcata (L.f.) Kunth
- Trachyandra filiformis (Aiton) Oberm.
- Trachyandra flexifolia (L.f.) Kunth
- Trachyandra gerrardii (Baker) Oberm.
- Trachyandra giffenii (F.M.Leight.) Oberm.
- Trachyandra glandulosa (Dinter) Oberm.
- Trachyandra gracilenta Oberm.
- Trachyandra hantamensis Boatwr. & J.C.Manning
- Trachyandra hirsuta (Thunb.) Kunth
- Trachyandra hirsutiflora (Adamson) Oberm.
- Trachyandra hispida (L.) Kunth typus[1]
- Trachyandra involucrata (Baker) Oberm.
- Trachyandra jacquiniana (Schult. & Schult.f.) Oberm.
- Trachyandra kamiesbergensis Boatwr. & J.C.Manning
- Trachyandra karrooica Oberm.
- Trachyandra lanata (Dinter) Oberm.
- Trachyandra laxa (N.E.Br.) Oberm. — Трахиандра рыхлая
- Trachyandra malosana (Baker) Oberm.
- Trachyandra mandrarensis (H.Perrier) Marais & Reilly
- Trachyandra margaretae Oberm.
- Trachyandra mira C.W.Lin & C.H.Lee
- Trachyandra montana J.C.Manning & Goldblatt
- Trachyandra muricata (L.f.) Kunth
- Trachyandra oligotricha (Baker) Oberm.
- Trachyandra paniculata Oberm.
- Trachyandra patens Oberm.
- Trachyandra peculiaris (Dinter) Oberm.
- Trachyandra prolifera P.L.Perry
- Trachyandra pyrenicarpa (Welw. ex Baker) Oberm.
- Trachyandra revoluta (L.) Kunth
- Trachyandra sabulosa (Adamson) Oberm.
- Trachyandra saltii (Baker) Oberm.
- Trachyandra sanguinorhiza Boatwr. & J.C.Manning
- Trachyandra scabra (L.f.) Kunth
- Trachyandra smalliana Hilliard & B.L.Burtt
- Trachyandra tabularis (Baker) Oberm.
- Trachyandra thyrsoidea (Baker) Oberm.
- Trachyandra tortilis (Baker) Oberm.
- Trachyandra triquetra Thulin
- Trachyandra zebrina (Schltr. ex Poelln.) Oberm.